# Teatro de la Zarzuela

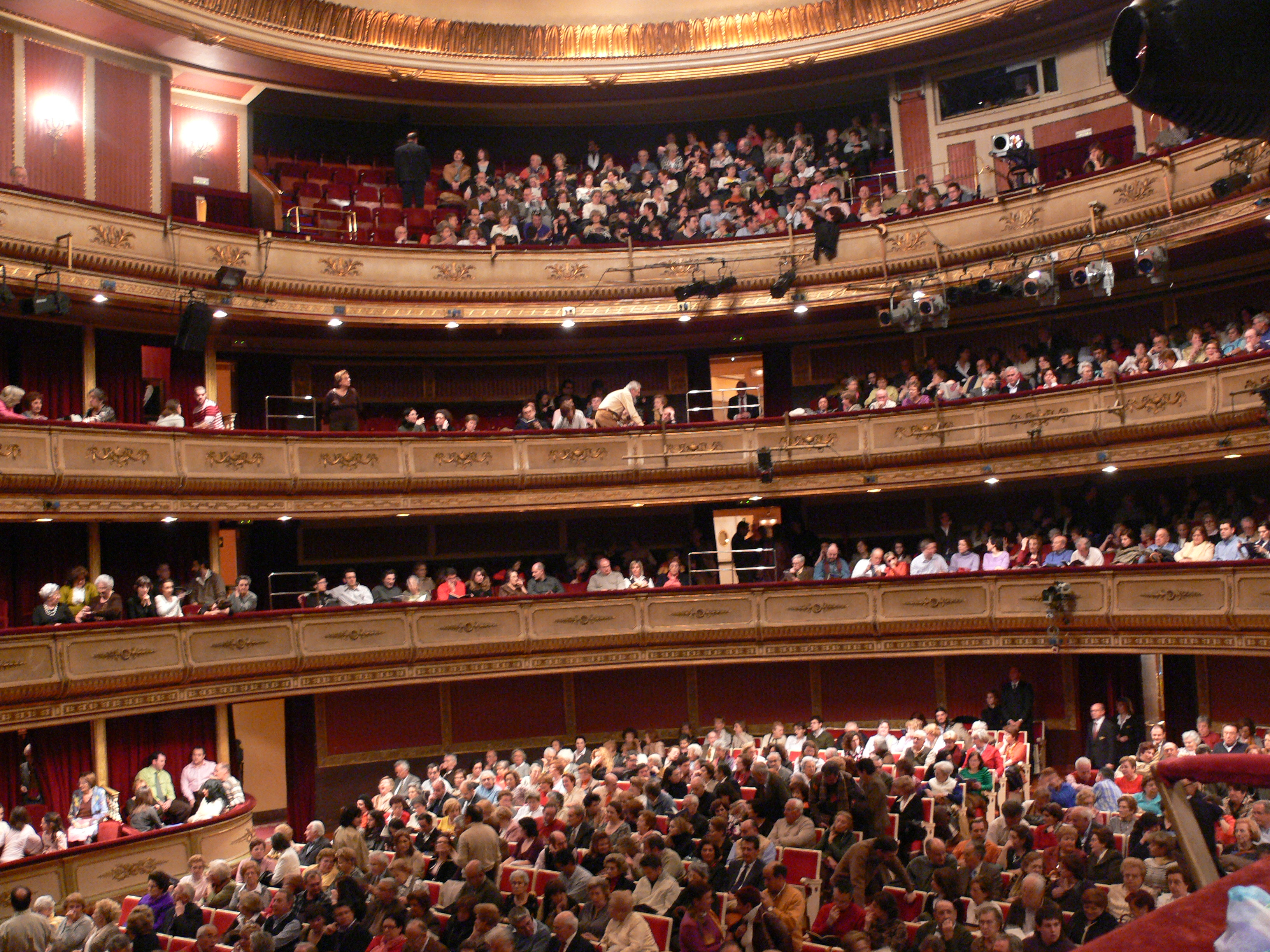
Sala principal del Teatro de la Zarzuela

El Teatro de la Zarzuela és un teatre de Madrid (Espanya), situat al carrer de Jovellanos, número 4. Dedicat preferentment a la representació de sarsueles i gèneres similars, va ser, entre 1964 i 1998, la seu de les temporades d'òpera de Madrid.
L'any 1998 va rebre el Premi Max d'Honor.

## Edifici
El teatre té una cabuda de 1.250 butaques. És un teatre a la italiana, amb platea i tres pisos, amb galeries en forma de ferradura.
Se n'encarregà de les obres del teatre original l'arquitecte Jerónimo de Gándara, tot i que va ser executat per José María Guallart. El teatre es va inspirar en la Scala de Milà i tenia una sala en forma de ferradura amb tres pisos de llotges. La decoració original era dels pintors Francisco Hernández Tomé i Manuel Castellanos, però va desaparèixer en l'incendi de 1909.
El 6 de novembre de 1909 va quedar destruït per un incendi. Reconstruït a continuació, amb estructura metàl·lica, menys elements de fusta i tres pisos de galeries, amb llotges només als costats, per l'arquitecte Cesáreo Iradier, va reprendre la seva trajectòria obrint de nou l'1 de febrer de 1913.
El 1956 va ser remodelat; Antonio Vallejo i Fernando Ramírez Dampierre el reformen totalment i s'hi perd bona part de la façana i els elements decoratius interiors. El 1998 fou novament remodelat (el 1994 havia estat declarat monument nacional, recuperant bona part de la seva estructura i forma original.

## Història
Inaugurat el 10 d'octubre de 1856 (data del natalici de la reina Isabel II) per iniciativa de la Sociedad Lírico Española, que volia que els músics espanyols, i sobretot els autors de sarsuela i òpera espanyola, disposessin d'un espai on poder-ne estrenar les obres (el Teatro Real estava reservat llavors a l'òpera italiana). Els impulsors del projecte van ser músics i autors literaris rellevants com Francisco Asenjo Barbieri, Rafael Calleja Gómez, Joaquín Gaztambide, Rafael Hernando, José Inzenga, Francisco Salas, Luis Olona i Cristóbal Oudrid, amb el patrocini econòmic del banquer Francisco de las Rivas.
Durant la segona meitat del segle xix, va esdevenir el principal teatre d'estrena de noves sarsueles, i va veure l'estrena absoluta de grans obres mestres del gènere. A més, s'hi representava teatre de text. A més, el 26 de setembre de 1896 hi va tenir lloc la primera projecció cinematogràfica pública que s'hi va fer.
Després de la Guerra Civil espanyola, l'activitat decreix. El 1956 va ser adquirit per la Sociedad General de Autores de España, que el remodelà. Davant l'absència d'un teatre d'òpera a Madrid (el 1926 havia estat tancat el Teatro Real), va ser la seu habitual de les temporades operístiques de la capital. Entre 1964 i 1983, el Ministeri d'Informació i Turisme, amb l'Asociación de Amigos de la Ópera de Madrid, organitzen els Festivales de Ópera. El 1970 comencen les temporades estables d'òpera, que acabaran amb la vintena edició el 1983.
El 1984 va passar a ser propietat de l'Estat i el Ministeri de Cultura (mitjançant l'Instituto Nacional de las Artes Escénicas y de la Música) n'amplia l'oferta d'activitats (a més de sarsuela i òpera, a la dansa i el flamenc. És llavors quan canvia el nom i passa a dir-se Teatro Lírico Nacional La Zarzuela, que tindrà fins al 1990, quan recuperarà el tradicional de Teatro de la Zarzuela.
També llavors, l'Orquesta Sinfónica de Madrid esdevé la titular del teatre fins al 1997, que passa al Teatro Real. L'orquestra titular des de llavors és l'Orquesta de la Comunidad de Madrid.
El 1997, ja obert el nou Teatro Real, que tornava a acollir l'òpera, fou remodelat i es va destinar preferentment a la sarsuela i l'òpera cómica o de cambra; aquesta etapa es va inaugurar el 23 de gener de 1998 amb El chaleco blanco de Chueca i La Gran Vía de Chueca i Valverde.

## Algunes estrenes absolutes al teatre
Si no s'indica el contrari, les obres esmentades són sarsueles. En negreta hi ha els títols més rellevants de la història del gènere:
- 1856: La zarzuela de Francisco Asenjo Barbieri, Emilio Arrieta i Joaquín Gaztambide
- 1857: El relámpago de Francisco Asenjo Barbieri, llibret de Francesc Camprodon; La corte de Mónaco de Baltasar Saldoni; Cuando ahorcaron a Quevedo de Joaquín Gaztambide i Manuel Fernández Caballero
- 1858: Amar sin conocer de Francisco Asenjo Barbieri; Casado y soltero de Joaquín Gaztambide; Céfiro y Flora de Luis Vicente Arche
- 1859: El compromiso de no ver de Francisco Asenjo Barbieri

- 1860: Los circasianos d'Emilio Arrieta

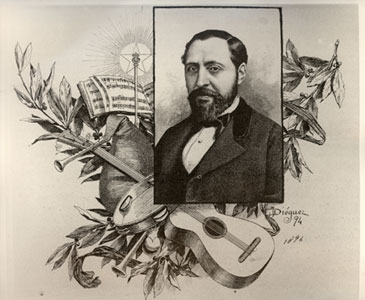
F. Asenjo Barbieri va ser un dels autors que més va estrenar-hi en la primera etapa del teatre.

- 1861: La reina topacio de Manuel Fernández Caballero
- 1862: El agente de matrimonios d'Emilio Arrieta, llibre d'Adelardo López de Ayala; Amor y arte de Gabriel Balart, llibre de José Zorrilla; Amor y travesura de Mariano Vázquez
- 1863: La conquista de Madrid de Joaquín Gaztambide
- 1864: El bufón de Su Alteza d'Agustín Campo; El cuerpo del delito d'Isidro García Rosetti; Pan y toros de Francisco Asenjo Barbieri
- 1865: Las amazonas del Tormes i Las cartas de Rosalía de José Rogel
- 1866: Los cómicos de la lengua de Mariano Vázquez; La corte del rey Reuma de José Rogel; Más vale mana que fuerza "proverbio" en un acte de Manuel Tamayo y Baus
- 1867: Un drama nuevo, drama de Manuel Tamayo y Baus; Los caballeros de La Tortuga de Joaquín Gaztambide
- 1868: No hay mal que por bien no venga, comèdia de Manuel Tamayo y Baus
- 1870: El molinero de Subiza de Cristóbal Oudrid; Adiós mi dinero de Joaquín Miró
- 1872 El atrevido en la corte de Manuel Fernández Caballero; Beltrán y la Pompadour de José Casares; La Bola negra de Rafael de Aceves
- 1873: Adriana Angot de Charles Lecocq; Los comediantes de antaño de Francisco Asenjo Barbieri
- 1874: El barberillo de Lavapiés de Francisco Asenjo Barbieri i Luis Mariano de Larra; El alma en un hilo de Tomás Bretón; Bautizo de Pepín de Tomás Bretón i José Vicente Arche
- 1876: La Marsellesa de Manuel Fernández Caballero
- 1877: A casarse tocan de José Inzenga; Las campanas de Carrión de Roberto Planquette; La buena ventura de Joaquín Vehils
- 1878: La banda del rey de Manuel Fernández Caballero i José Casares; El campanero de Begoña de Tomás Bretón
- 1879: Camoens de Pere Miquel Marquès; El cepillo de las ánimas de Manuel Fernández Caballero; Corona contra corona de Tomás Bretón
- 1882: La tempestad de Ruperto Chapí; El alcalde de Toledo de Pedro Miguel Marqués
- 1887: La bruja de Ruperto Chapí
- 1891: El rey que rabió de Ruperto Chapí, llibret de Vital Aza i Miguel Ramos Carrión
- 1892: Cristóbal Colón d'Antonio Llanos
- 1893: El ángel guardián de Manuel Nieto i Apolinar Brull
- 1895: La Dolores òpera de Tomás Bretón; La brasileña d'Ángel Rubio
- 1896: El baile de Luis Alonso de Gerónimo Giménez; El botín de guerra de Tomás Bretón; Los cándidos de Tomàs López Torregrosa; El gaitero de Manuel Nieto
- 1897: El ángel caído y El ángel custodio d'Apolinar Brull; La viejecita de Manuel Fernández Caballero; La boda de Luis Alonso de Jerónimo Giménez
- 1898: El anillo de hierro de Pedro Miguel Marqués; Aún hay patria, Veremundo, El señor Joaquín i Gigantes y cabezudos de Manuel Fernández Caballero; La buena sombra de Apolinar Brull
- 1899: El belén del abuelito de Manuel Chalons; Los borrachos de Jerónimo Giménez; La cariñosa de Tomás Bretón; Cytrato... de ver será de Manuel Fernández Caballero i Joaquín Valverde
- 1900: La balada de la luz d'Amadeu Vives; El balido del zulú de Luis Arnedo; La Tempranica de Jerónimo Giménez
- 1901: El barbero de Sevilla de Manuel Nieto i Gerónimo Giménez; La barcarola d'Amadeu Vives; El bateo de Federico Chueca
- 1902: La caprichosa d'Amadeu Vives
- 1903: La cruz del abuelo i La chica del maestro de Ruperto Chapí

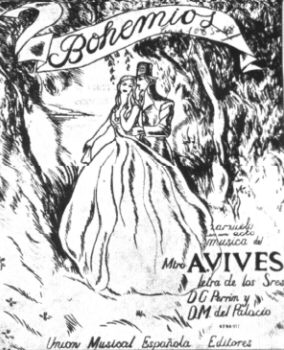
Bohemios va ser un dels grans èxits de la història del teatre, que s'hi va estrenar el 1904.

- 1904: Bohemios d'Amadeu Vives; El húsar de la guardia d'Amadeu Vives i Jerónimo Giménez; La capa encantada de Vicent Lleó; La casita blanca de Josep Serrano; El ciego de Buenavista de Tomàs López Torregrosa
- 1905: Moros y cristianos de Josep Serrano; La reina de Ruperto Chapí, llibret de Guillermo Perrín i Miguel Palacios; Cascabel de Gerónimo Giménez; Chirivira de Vicent Lleó i Rafael Calleja
- 1906: Amor gitano de Teodoro San José; Los Campos Elíseos de Manuel Nieto i José María Alvira; La casa de la juerga de Quinito Valverde i Juan Gay; La noche de Reyes de Josep Serrano; La casa de socorro de Vicent Lleó; El certamen de Cremona de Tomás Bretón
- 1907: La cartagenera de Teodora San José; La copa encantada de Vicent Lleó; Ninón i La patria chica de Ruperto Chapí
- 1908: El robo de la perla negra d'Amadeu Vives y Camilo Vives
- 1909: A.C.T., que se va el tío de Pablo Luna i Tomás Barrera; El club de las solteras de Pablo Luna
- 1909: ABC de Jerónimo Giménez; La comisaría d'Enrique García Álvarez i Vicente Lleó
- 1914: Maruxa òpera d'Amadeu Vives; El rey del mundo de Pablo Luna; Margot de Joaquín Turina
- 1915: Amores de aldea de Reveriano Soutullo i Pablo Luna; Becqueriana de María Rodrigo, primera òpera espanyola estrenada amb música d'una dona; Los cascabeles de J. Ferrer Vidal
- 1916: Las alegres chicas de Berlín de Rafael Millán
- 1917: Caprichos del mar de Manuel Mira
- 1923: Benamor de Pablo Luna; Los gavilanes de Jacinto Guerrero
- 1925: La calesera i Coplas de Ronda de Francisco Alonso; La caravana de Ambrosio de Federico Moreno Torroba
- 1926: El caserío de Jesús Guridi
- 1927: La villana d'Amadeu Vives
- 1928: La marchenera de Federico Moreno Torroba; Cantuxa de Modesto Rebollo; El contrabandista valiente de Bernardo Morales
- 1927: La reina del directorio i Las castigadoras de Francisco Alonso, llibret de José Juan Cadenas i Emilio González del Castillo
- 1929: Al dorarse las espigas de Francisco Balaguer
- 1934: La casa de las tres muchachas de Pablo Sorozábal
- 1935 El misterio del María Celeste, drama d'Alejandro Casona
- 1937: La tragicomedia de don Cristóbal y la señá Rosita farsa per a titelles de Federico García Lorca escrita el 1928
- 1942: La Caramba de Federico Moreno Torroba
- 1945: El baile en Capitanía de Federico Moreno Torroba
- 1949: El cantar del organillo de Federico Moreno Torroba
- 1954: Bienvenido, Míster Dollar de Federico Moreno Torroba
- 1957: María Manuela de Federico Moreno Torroba
- 1958: Las de Caín de Pablo Sorozábal
- 1963: Buenos días, amor de Gregorio García Segura
- 1964: El hijo fingido de Joaquín Rodrigo
- 1965: El burlador de Toledo de Conrado del Campo i Ernesto Pérez Rosillo (5-2)
- 1974: Selene òpera de Tomás Marco
- 1975 El pirata cautivo òpera d'Òscar Esplà
- 1980: El poeta òpera de Federico Moreno Torroba
- 1981: Fuenteovejuna de Manuel Moreno Buendía
- 1983: Kiu òpera de Luis de Pablo
- 1988: El viajero indiscreto òpera de Luis de Pablo
- 2008: La Celestina òpera de Joaquim Nin-Culmell, escrita entre 1961 i 1991
- 2009: Aura (2006-2008) òpera amb música i llibret de José María Sánchez Verdú, sobre el relat de Carlos Fuentes
- 2010: a.Babel, op. 70, òpera amb música i llibret de Carlos Galán
- 2011: Yo, Dalí, òpera de Xavier Benguerel, amb llibret de Jaime Salom (8-7)
- 2015: Isabel, conte líric de José Miguel Moreno Sabio sobre poemes de Federico García Lorca i Federico Muelas (25-2)
- 2016: María Moliner, òpera d'Antoni Parera Fons amb llibret de Lucía Vilanova (13-4)